# أبكار عشاير غروه 25 (وكيل أباد)
أبکار عشایر غروه 25 (بالإنجليزية: Abkar Ashayir Garuh-ye 25)‏ هي منطقة سكنية تقع في إيران في كرمان. يقدر عدد سكانها بـ 342 نسمة .